# Kengo Kitazume
Kengo Kitazume (北爪 健吾 Kitazume Kengo?, Gunma, 30 de abril de 1992) es un futbolista japonés que juega como defensa en el Shimizu S-Pulse de la J1 League.

## Trayectoria

### Clubes
| Club             | País  | Año       |
| ---------------- | ----- | --------- |
| JEF United Chiba | Japón | 2015-2017 |
| Yokohama FC      | Japón | 2018-2019 |
| Kashiwa Reysol   | Japón | 2020-2022 |
| Shimizu S-Pulse  | Japón | 2023-     |